# Neoglyphidodon melas
Neoglyphidodon melas es una especie de peces de la familia Pomacentridae en el orden de los Perciformes.

## Morfología
Los machos pueden llegar alcanzar los 18 cm de longitud total.

## Hábitat
Es un pez de mar.

## Distribución geográfica
Se encuentra desde el Mar Rojo y el África Oriental hasta Indonesia, Filipinas, Taiwán, las Islas Ryukyu, República de Palacio, Nueva Guinea, las Islas Salomón, Vanuatu y el norte de Australia.